# Yaylabaşı, Osmancık
Yaylabaşı là một xã thuộc huyện Osmancık, tỉnh Çorum, Thổ Nhĩ Kỳ. Dân số thời điểm năm 2010 là 1.077 người.